# Federico Marietti
Federico Marietti, né le 9 décembre 1925, à Rome, en Italie, est un ancien joueur italien de basket-ball.